# ARKIVOC
Le ARKIVOC est une revue scientifique à comité de lecture, publiée  depuis 2000 par Arkat USA. Ce journal en libre accès publie des articles dans domaine de la chimie organique.
D'après le Journal Citation Reports, le facteur d'impact de ce journal était de 1,165 en 2014. Le directeur de publication est Eric Scriven.